# C/2013 P4 (PANSTARRS)
C/2013 P4 (PANSTARRS) — одна з короткоперіодичних комет типу Хірона. Ця комета була відкрита 15 серпня 2013 року; вона мала 20.8m на час відкриття.